# Шаріпово (Кушнаренковський район)
Шарі́пово (рос. Шарипово, башк. Шәрип) — село у складі Кушнаренковського району Башкортостану, Росія. Адміністративний центр Шаріповської сільської ради.
Населення — 648 осіб (2010; 644 у 2002).
Національний склад:
- татари — 49 %
- башкири — 45 %